# J. Swagar Sherley

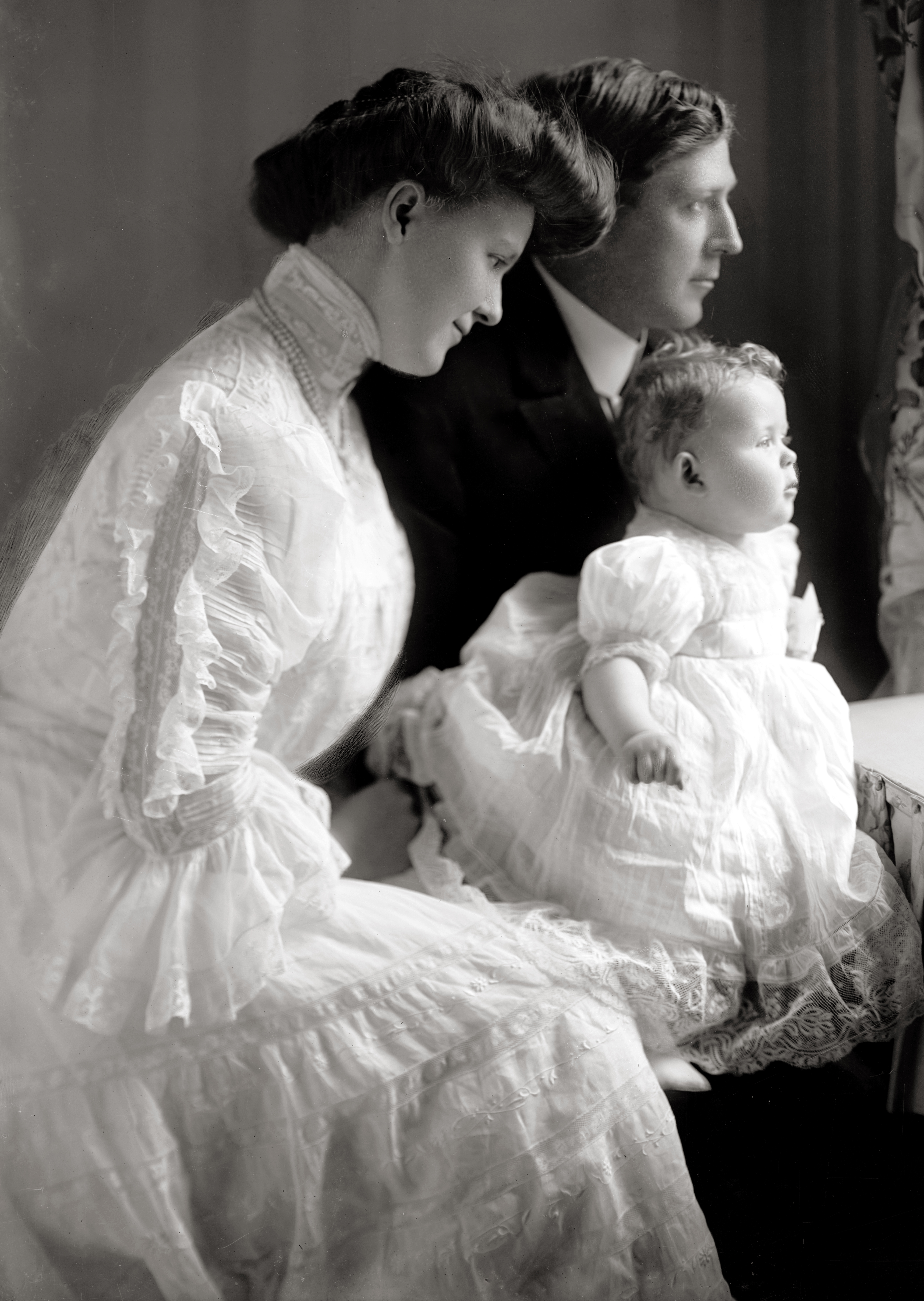
J. Swagar Sherley mit seiner Familie

Joseph Swagar Sherley (* 28. November 1871 in Louisville, Kentucky; † 13. Februar 1941 ebenda) war ein US-amerikanischer Politiker. Zwischen 1903 und 1919 vertrat er den Bundesstaat Kentucky im US-Repräsentantenhaus.

## Werdegang
Joseph Swagar Sherley besuchte die öffentlichen Schulen seiner Heimat einschließlich der Louisville High School, die er im Jahr 1889 beendete. Nach einem anschließenden Jurastudium an der University of Virginia und seiner 1891 erfolgten Zulassung als Rechtsanwalt begann er in Louisville in diesem Beruf zu arbeiten. Politisch war er Mitglied der Demokratischen Partei.
Bei den Kongresswahlen des Jahres 1902 wurde er im fünften Wahlbezirk von Kentucky in das US-Repräsentantenhaus in Washington, D.C. gewählt, wo er am 4. März 1903 die Nachfolge von Harvey Samuel Irwin antrat. Nach sieben Wiederwahlen konnte er bis zum 3. März 1919 acht zusammenhängende Legislaturperioden im Kongress absolvieren. Von 1917 bis 1919 war er Vorsitzender des Haushaltsausschusses. Während seiner Zeit im Repräsentantenhaus wurden im Jahr 1913 der 16. und der 17. Verfassungszusatz ratifiziert. Seit 1917, dem Jahr des amerikanischen Kriegseintritts, prägten die Ereignisse des Ersten Weltkrieges auch die Arbeit des Kongresses.
Bei den Wahlen des Jahres 1918 unterlag Sherley dem Republikaner Charles F. Ogden. Von 1919 bis 1920 war er Abteilungsleiter der Bundeseisenbahnverwaltung. Dort war er für die Finanzen zuständig. Danach praktizierte er als Anwalt in der Bundeshauptstadt Washington. Er starb am 13. Februar 1941 während eines Besuchs in seinem Geburtsort Louisville; dort wurde er auch beigesetzt.